# Passiflora setulosa
Passiflora setulosa är en passionsblomsväxtart som beskrevs av Ellsworth Paine Killip. Passiflora setulosa ingår i släktet passionsblommor, och familjen passionsblomsväxter. Inga underarter finns listade i Catalogue of Life.